# Cividate Camuno
Cividate Camuno é uma comuna italiana da região da Lombardia, província de Bréscia, com cerca de 2.633 habitantes. Estende-se por uma área de 3 km², tendo uma densidade populacional de 878 hab/km². Faz fronteira com Berzo Inferiore, Bienno, Breno, Esine, Malegno, Ossimo, Piancogno.

## Demografia
| Variação demográfica do município entre 1861 e 2011                               |
|                                                                                   |
| Fonte: Istituto Nazionale di Statistica (ISTAT) - Elaboração gráfica da Wikipedia |